# Perjése
Perjése (szlovákul Dražice) község Szlovákiában, a Besztercebányai kerület Rimaszombati járásában.

## Fekvése
Perjése Rimaszombattól 7 km-re északkeletre, 271 méteres tengerszint feletti magasságban fekszik, a Perjései-patak (Dražický potok) völgyében. A község területének nagy részét erdő borítja. Alsópokorágyon át mellékút köti össze Rimaszombattal, Vámosbalog felé 4 km hosszú út teremt összeköttetést.
Délről Zeherje, nyugatról Rimaszombat (felsőpokorágyi kataszter), északról Balogpádár, keletről és délkeletről pedig Vámosbalog községekkel határos.

## Története
1323-ban „Peryese” alakban említik először, de a település sokkal régebbi alapítású. 1393-ban „Peryeze” néven Balog várának tartozéka. A 16. században a Széchy család birtoka lett, a 17. században Murány várának uradalmához tartozott. A század végén és a 18. század elején dúlt kuruc háborúkban súlyos károkat szenvedett.
A 18. század végén Vályi András így ír róla: „PERJESE. Magyar falu Gömör Vármegyében, földes Ura Gróf Koháry Uraság, lakosai külömbfélék, fekszik Dobóczhoz nem meszsze, mellynek filiája, határjának földgye meglehetős termékenységű, piatzozása közel, legelője elég, fája van mind a’ kétféle, szőlei, gyümöltsös kertyei is vannak, malmai közel, második osztálybéli.”
1828-ban 71 házában 567 lakos élt, akik mezőgazdasággal, gyümölcs- és szőlőtermesztéssel foglalkoztak.
A 19. század közepén Fényes Elek eképpen írja le: „Perjes, magyar falu, Gömör vgyében, ut. post. Rimaszombathoz 1 mfdnyire, 6 kath., 561 evang. lak. Van szőlőhegye, sok gyümölcse, cseresznyéje, tölgyes erdeje. F. u. h. Coburg.”
Gömör-Kishont vármegye monográfiájában pedig ezt olvashatjuk róla: „Perjése, Rimaszombat közelében fekvő magyar kisközség, 106 házzal és 427 ág. h. evangelikus lakossal. E község 1336-ban Peryese néven, Balogvár tartozéka és később is a balogvári uradalom községeinek a sorsában osztozik. Most a Coburg herczegi család a birtokosa. Az ág. h. ev. templom 1838-ban épült. A község postája Felsőbalog, távírója és vasúti állomása Rimaszombat.”
A trianoni diktátumig Gömör-Kishont vármegye Feledi járásához tartozott. 1938 és 1944 között újra Magyarország része.

## Népessége
| Év:            | 1994. | 2004.    | 2014.    | 2024.   |
| -------------- | ----- | -------- | -------- | ------- |
| Emberek száma: | 178   | 226      | 272      | 248     |
| Eltérés:       |       | +26,96 % | +20,35 % | -8,82 % |

| Év:            | 2023. | 2024.   |
| -------------- | ----- | ------- |
| Emberek száma: | 254   | 248     |
| Eltérés:       |       | -2,36 % |

1910-ben 414-en, túlnyomórészt magyarok lakták.
2011-ben 266 lakosából 127 magyar és 119 szlovák.

## Nevezetességei
- Klasszicista stílusú, evangélikus temploma a korábbi fatemplom helyén épült 1842-ben. Oltárképe 1927-ben készült.

## Képtár

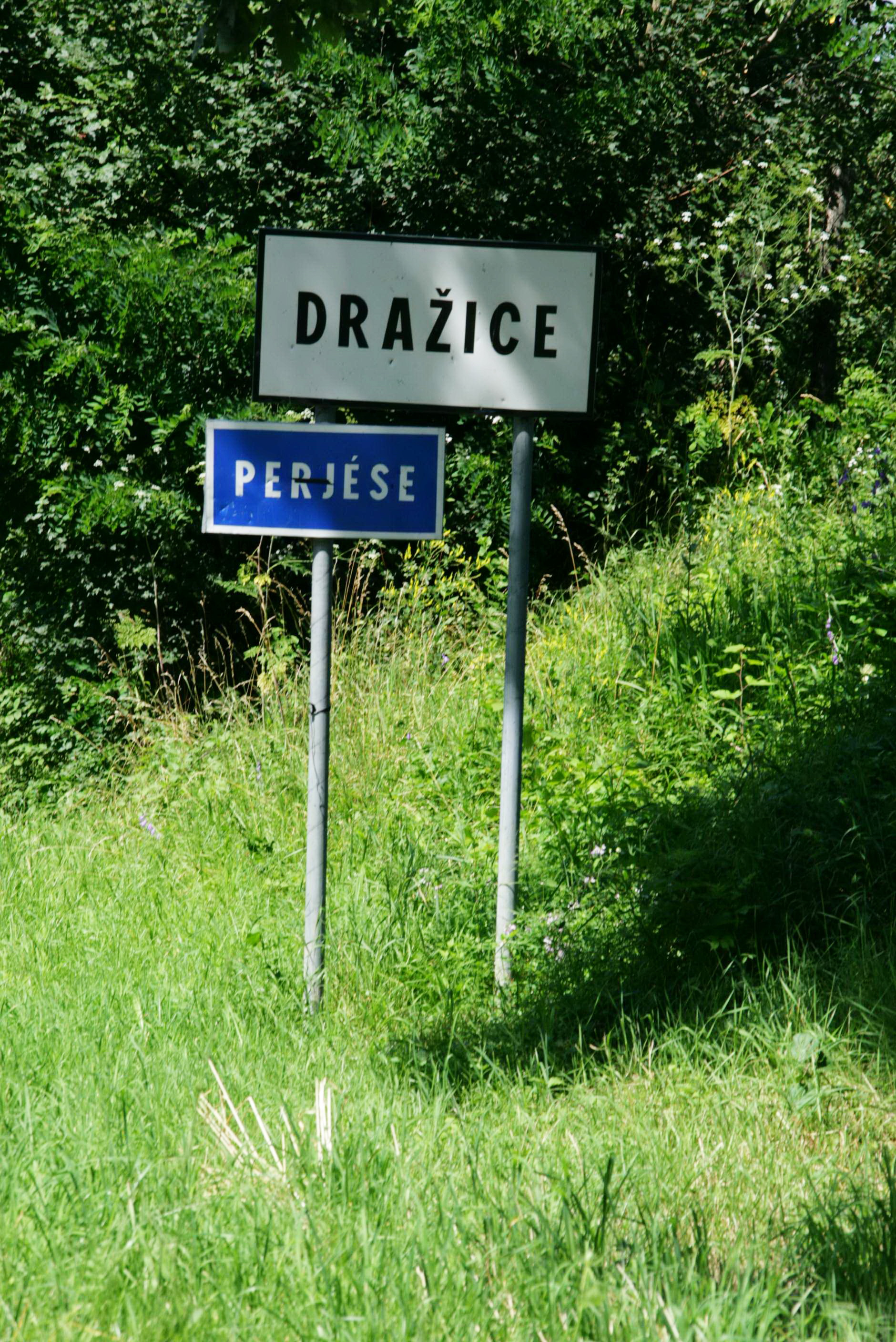
Kétnyelvű helységnévtábla
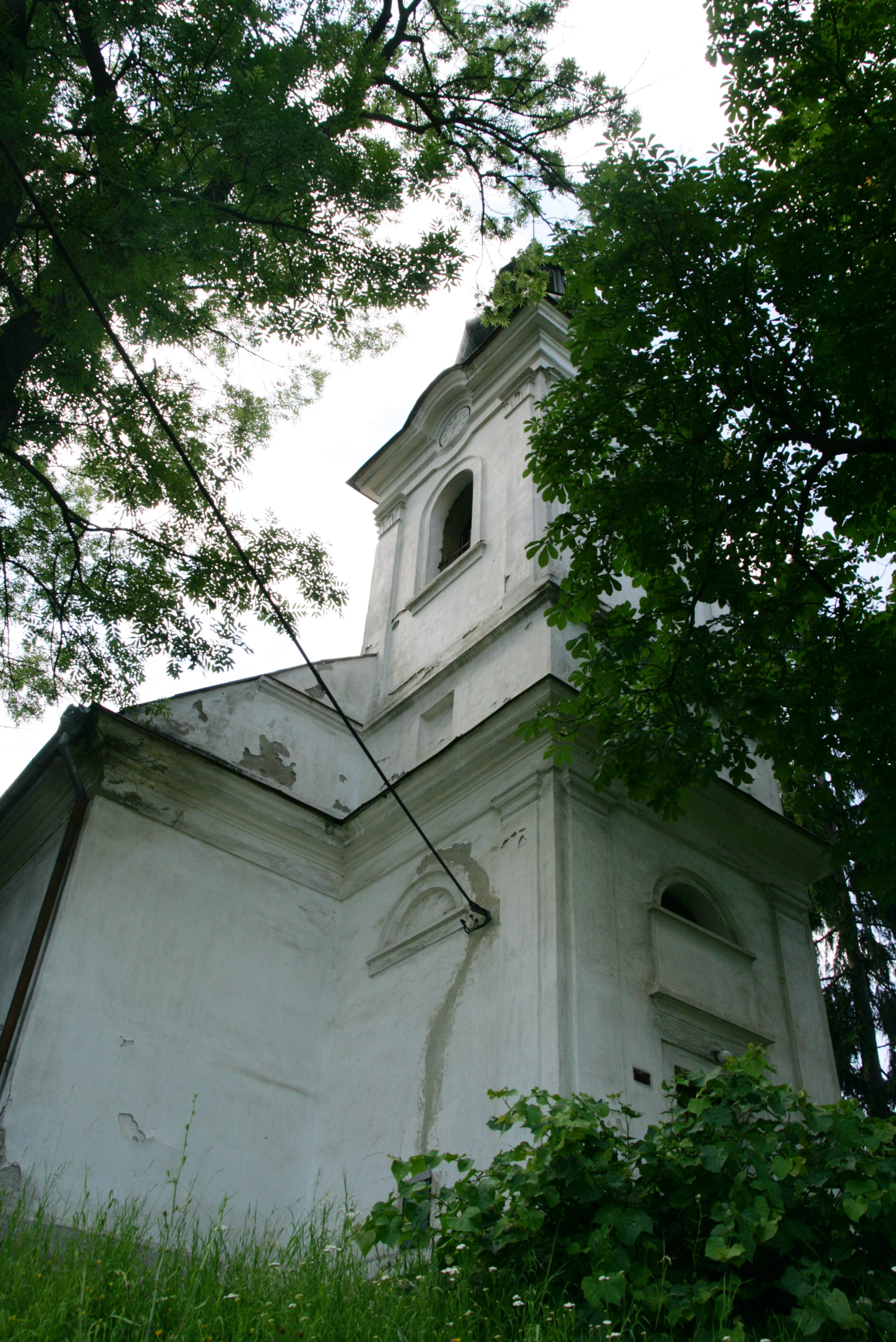
Evangélikus templom
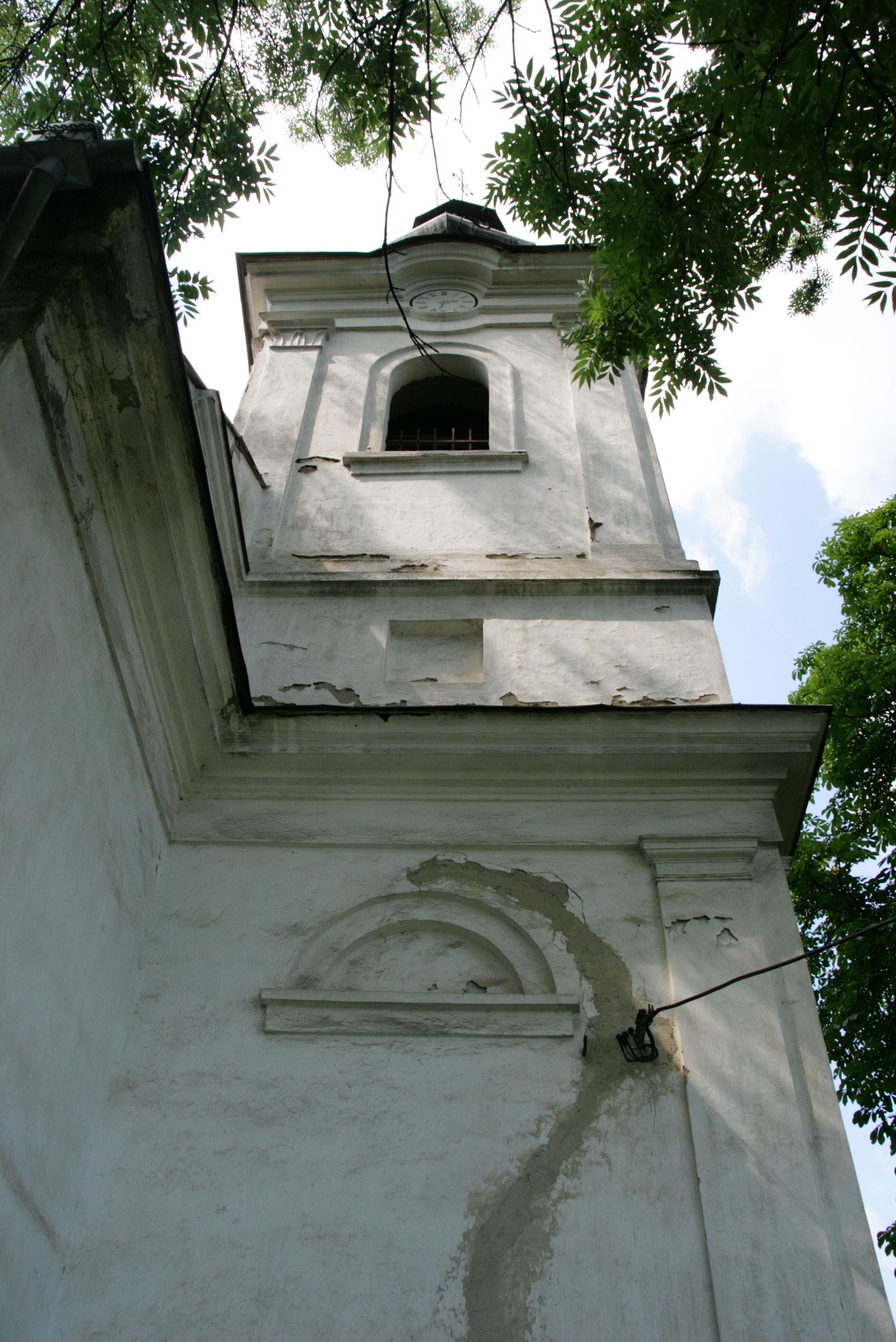
Evangélikus templom
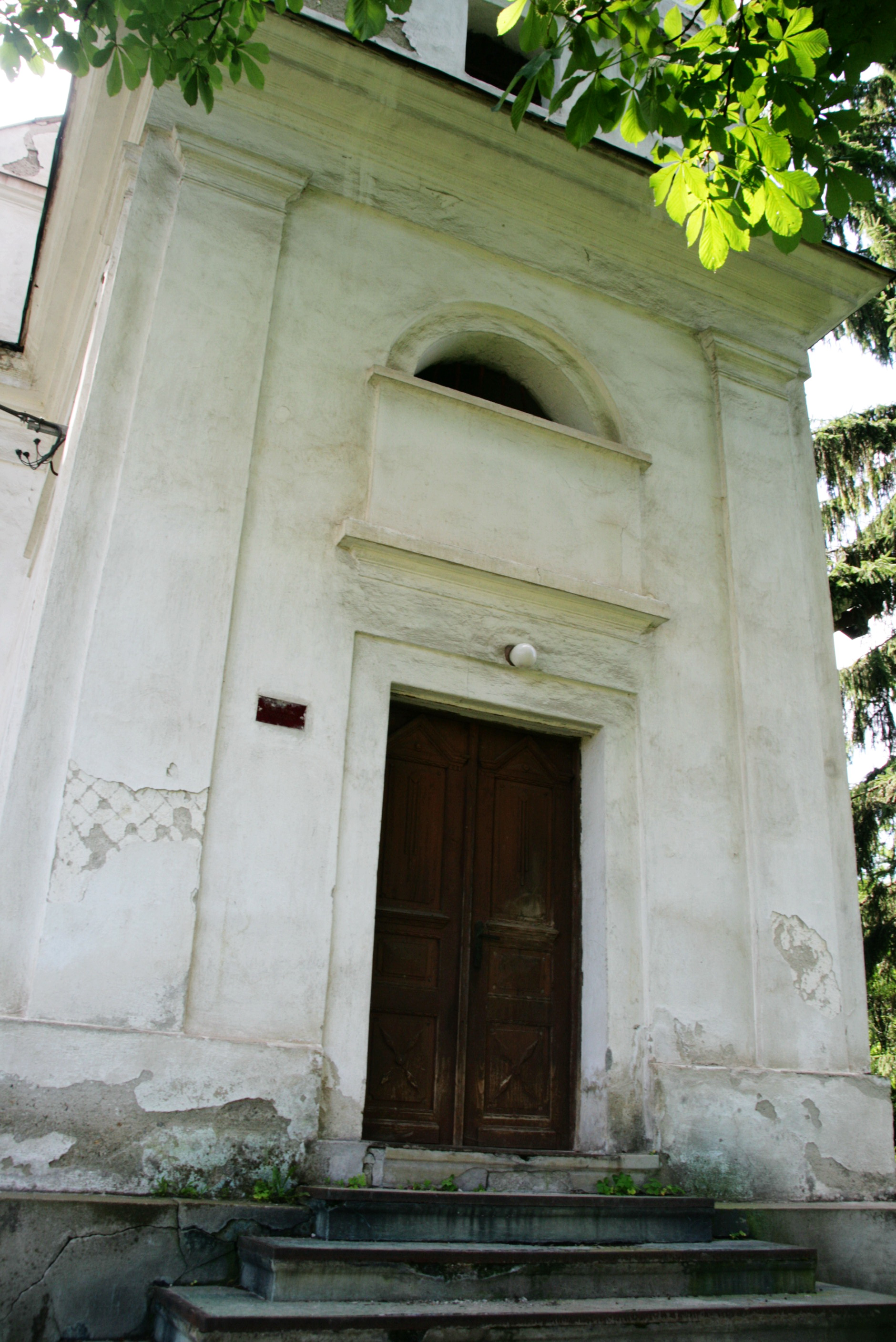
Evangélikus templom (részlet)
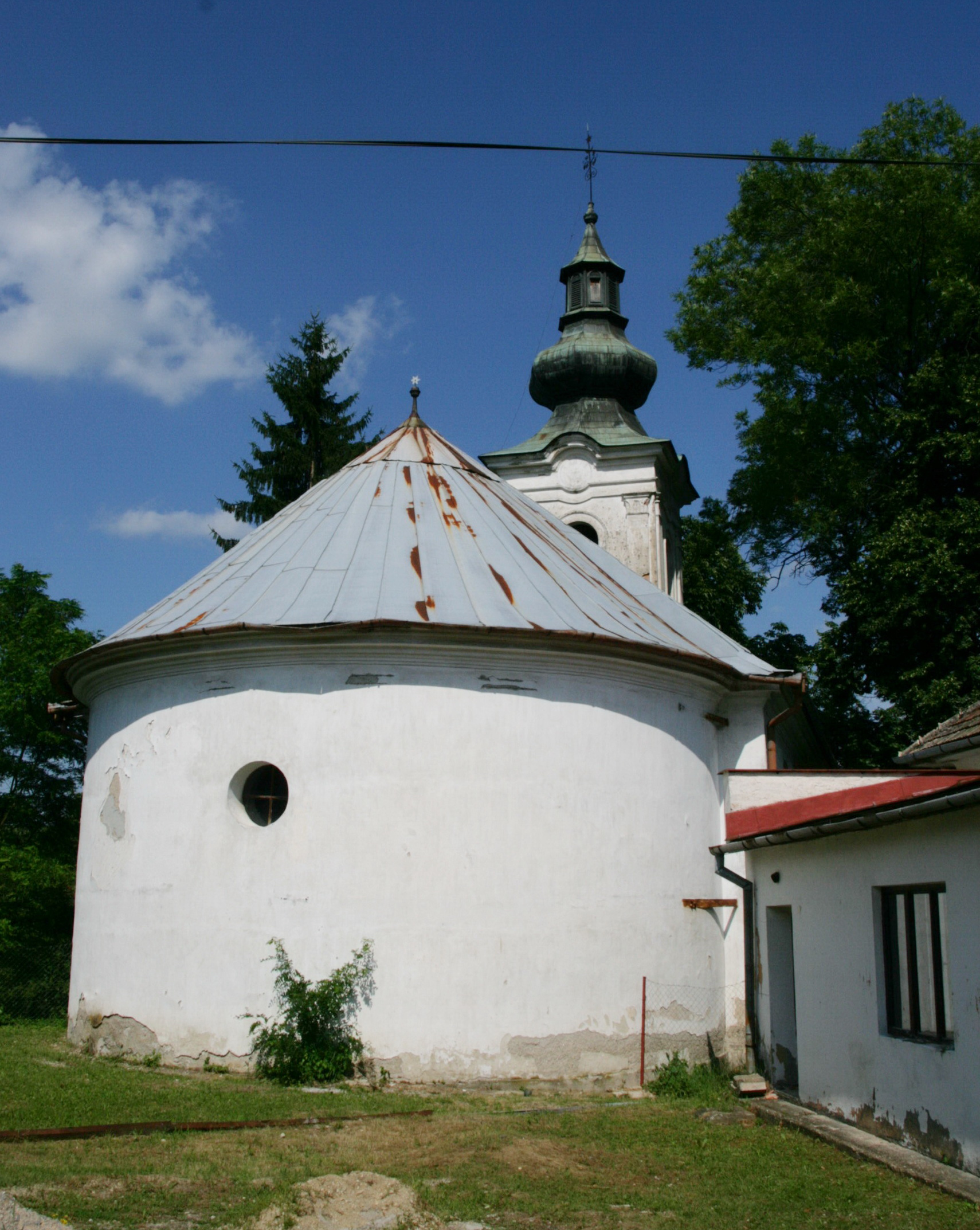
Evangélikus templom
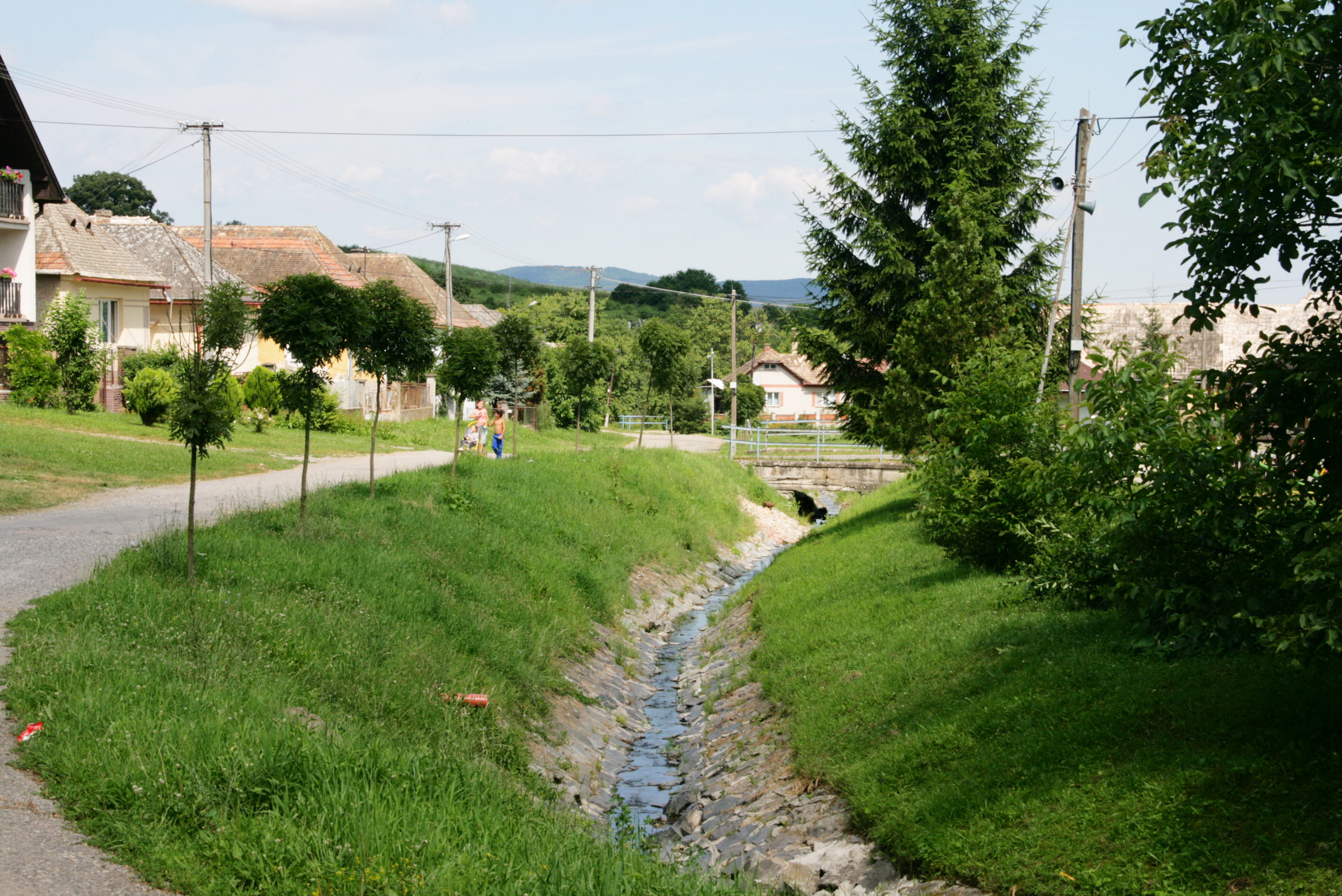
Utcarészlet
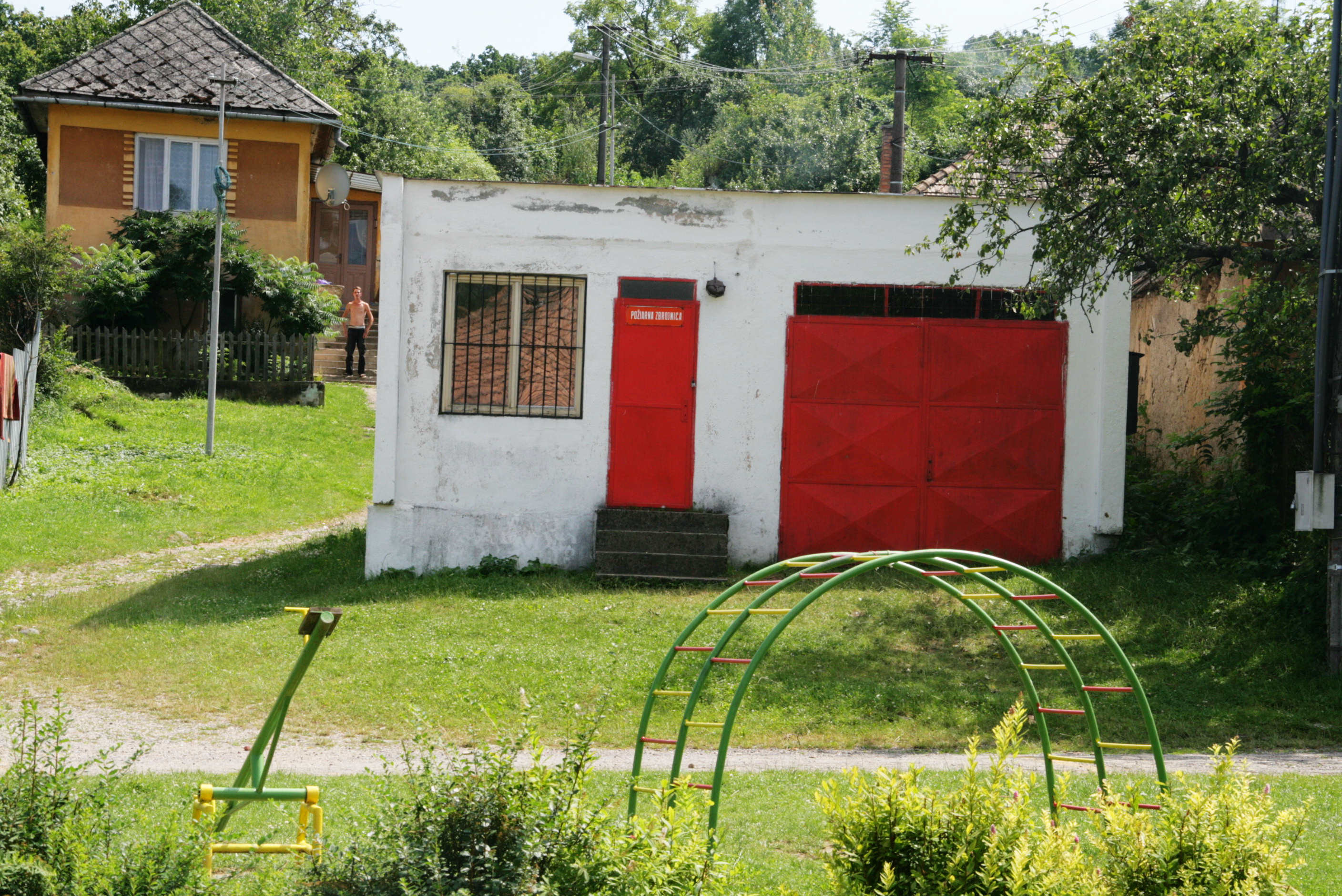
Tűzoltószertár
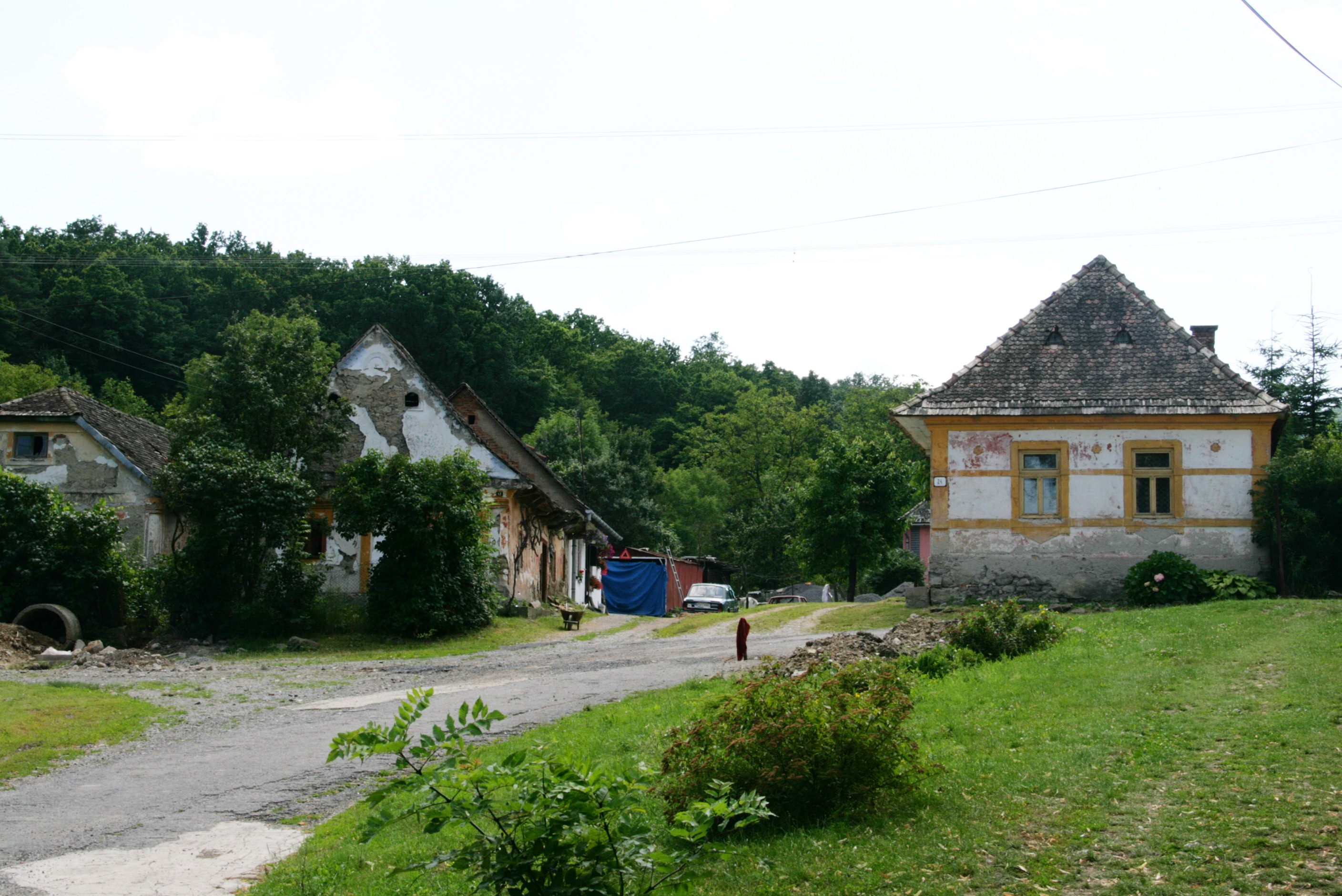
Utcarészlet
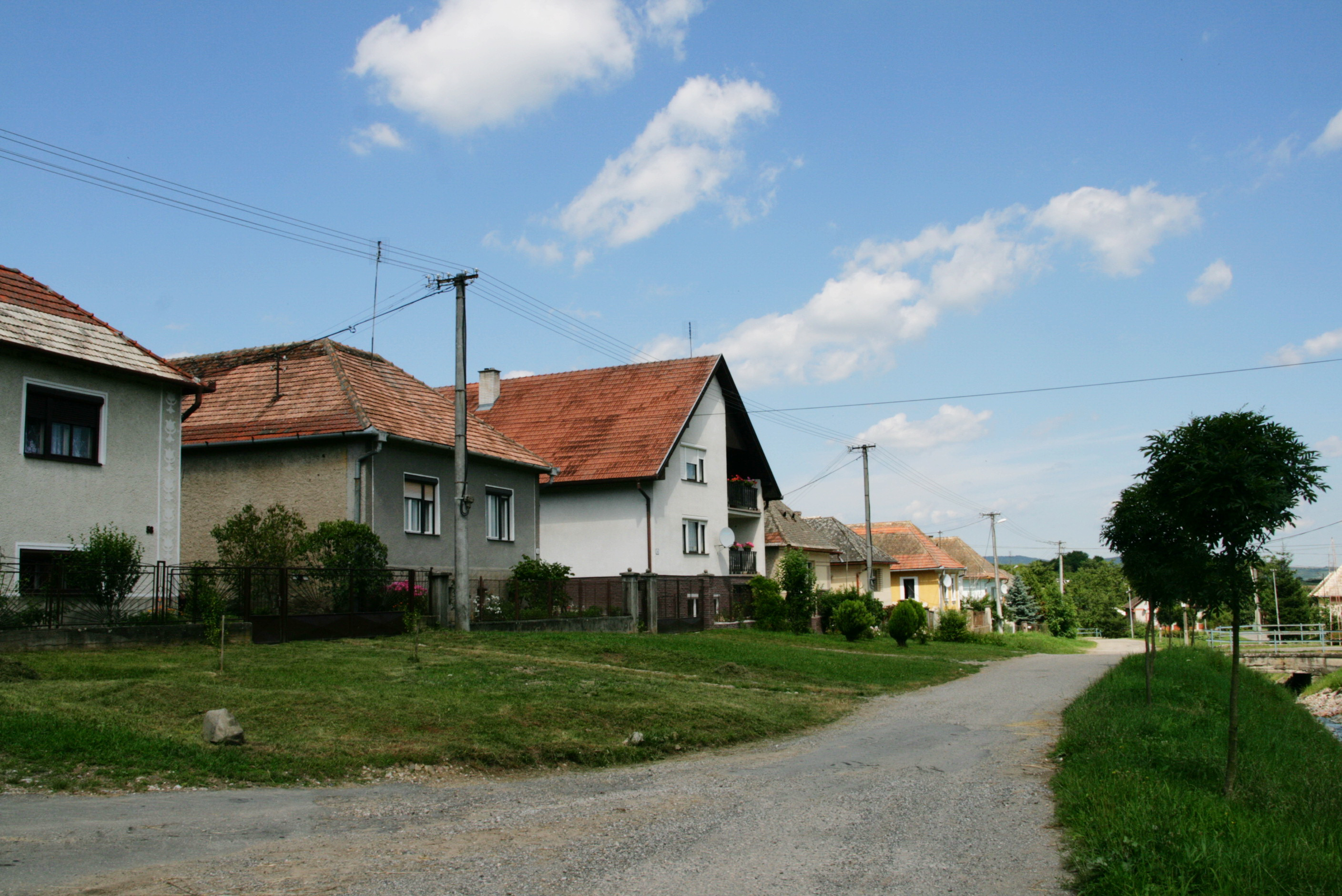
Utcarészlet
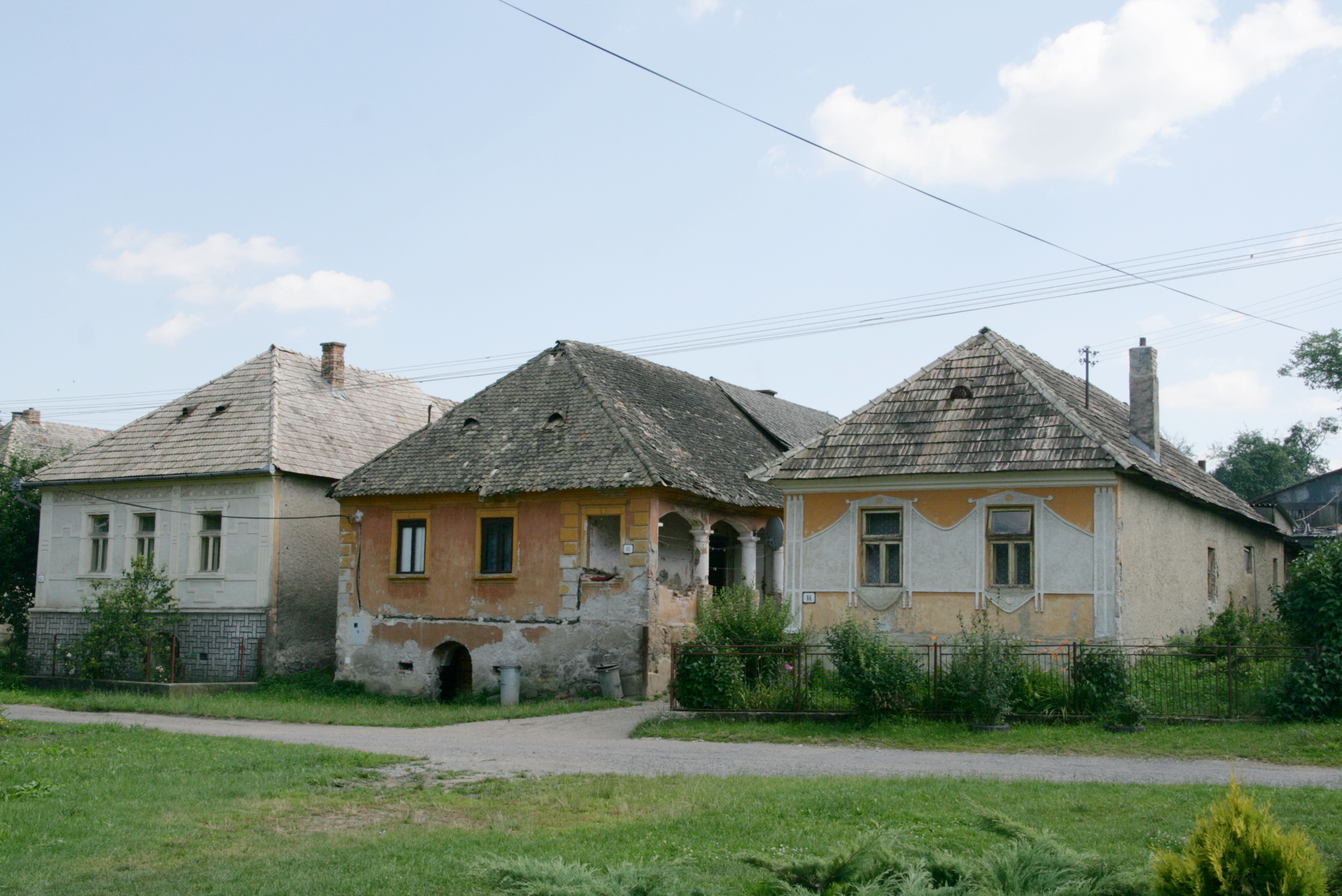
Utcarészlet
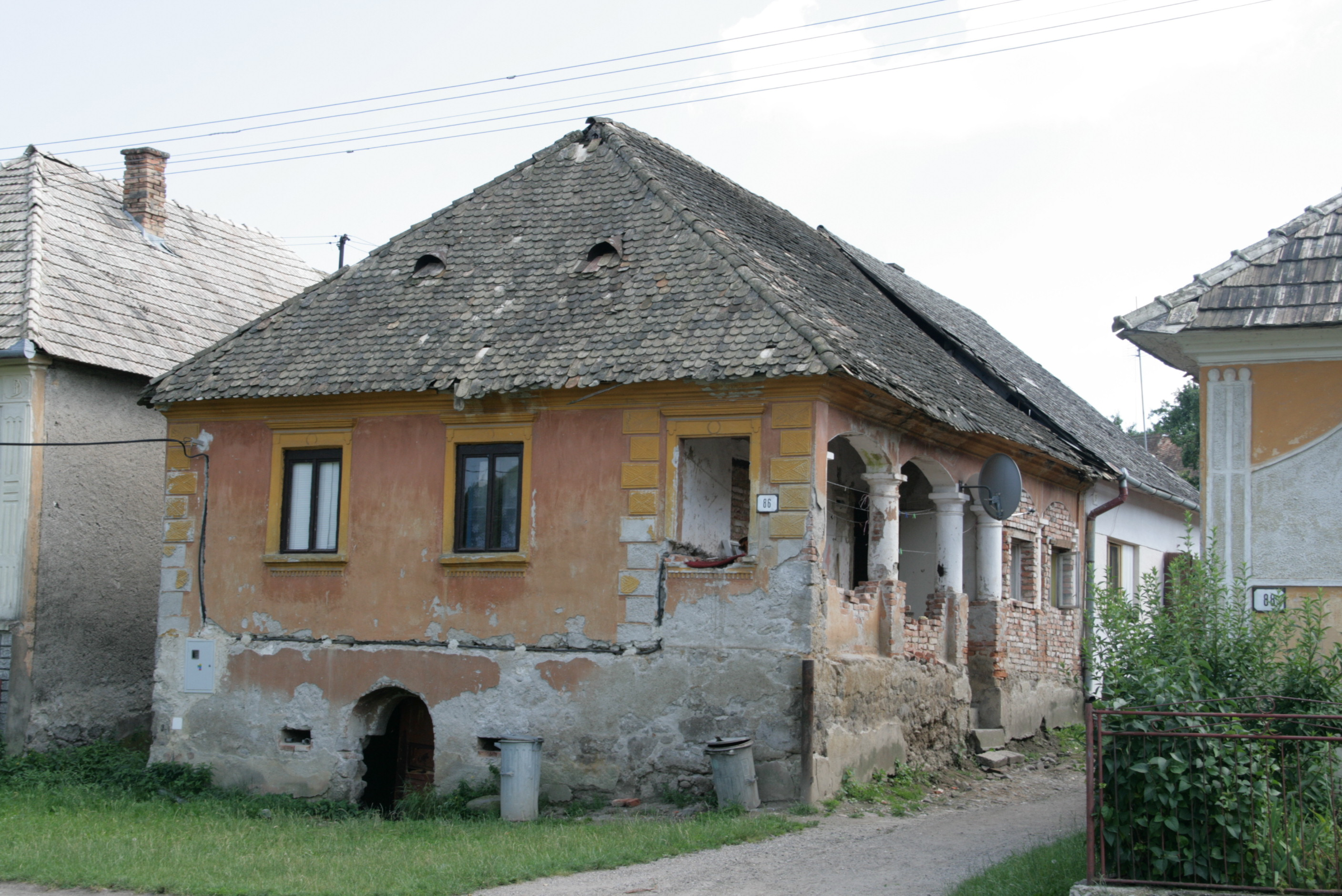
Régi ház a községben
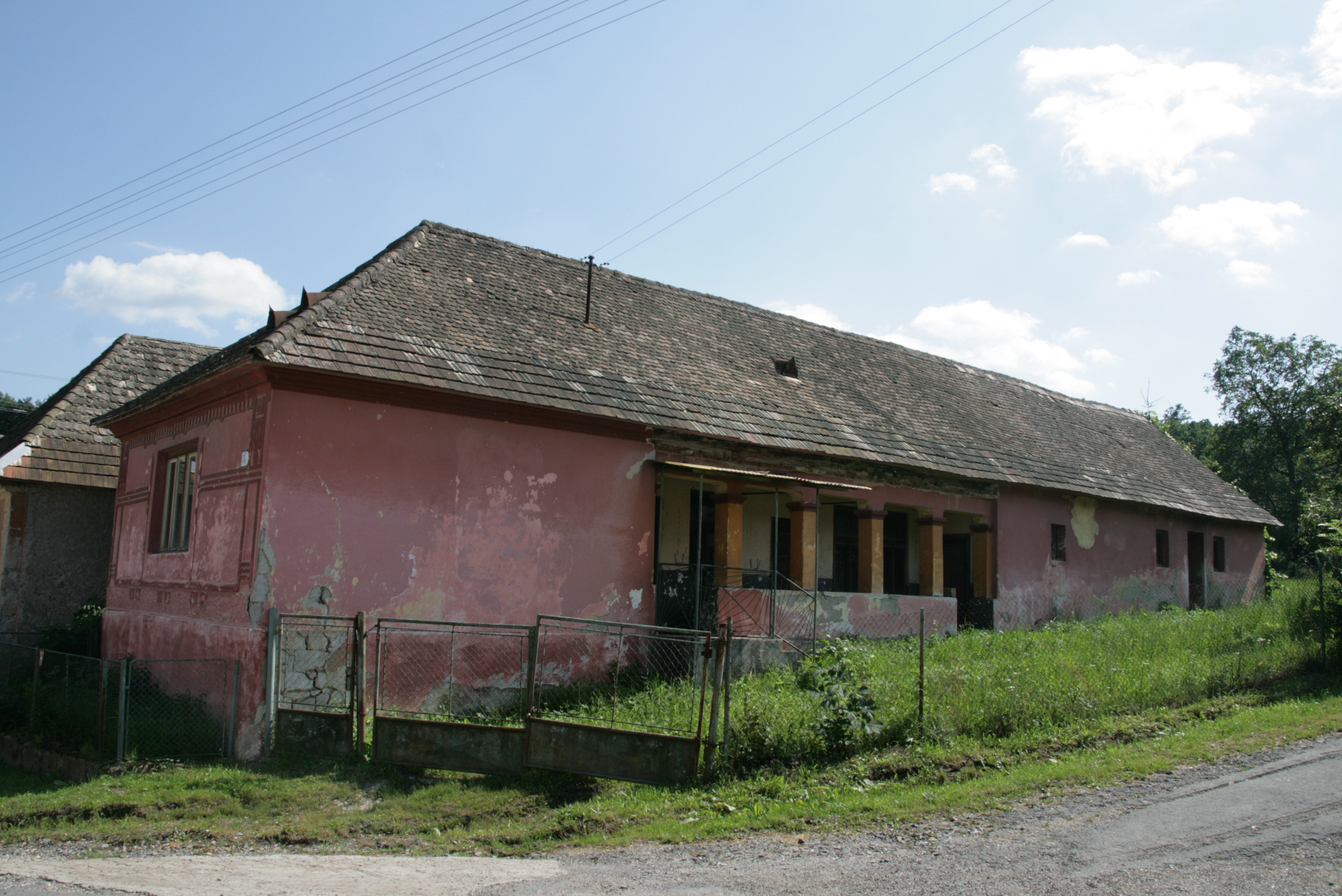
Régi ház a községben
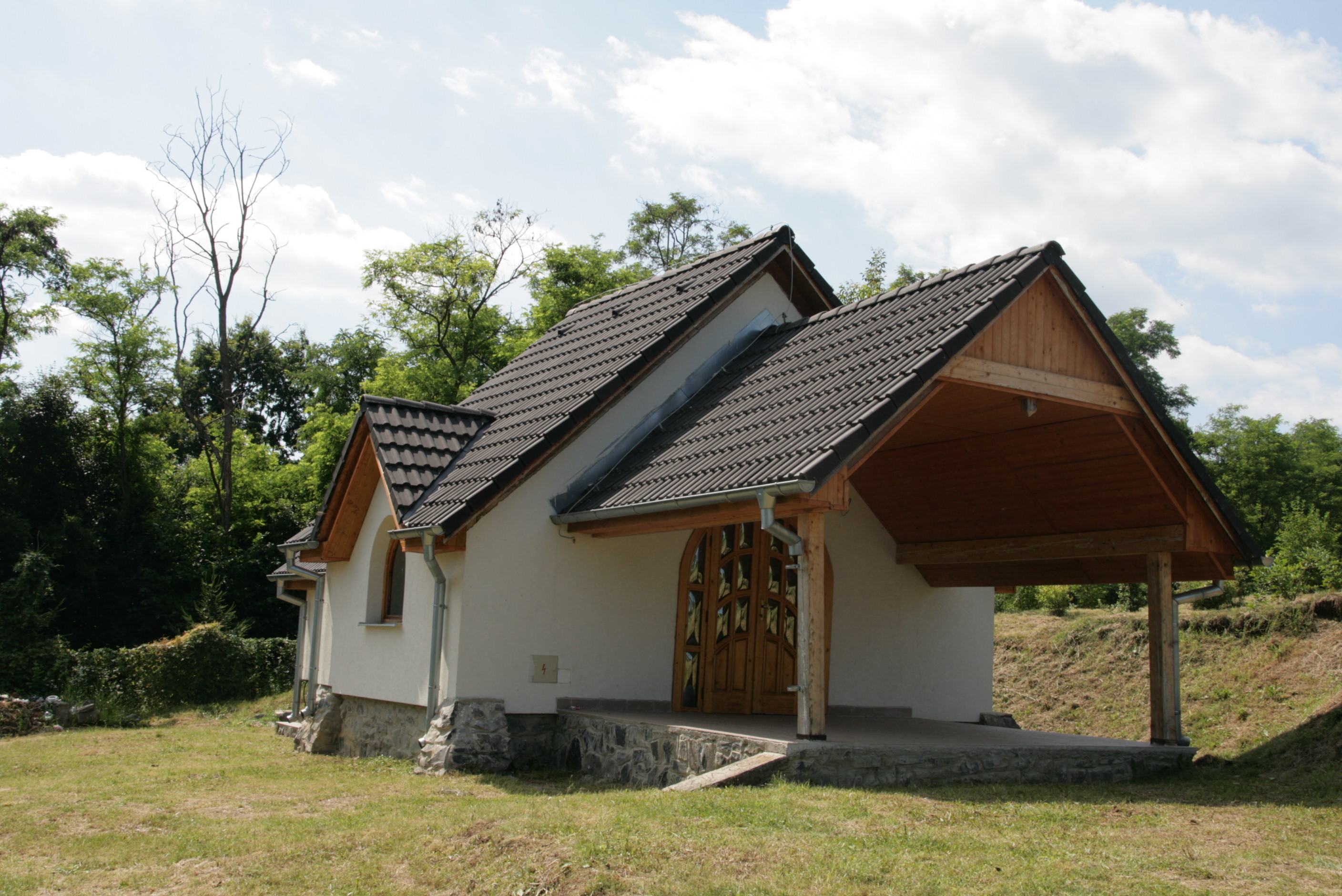
Temető
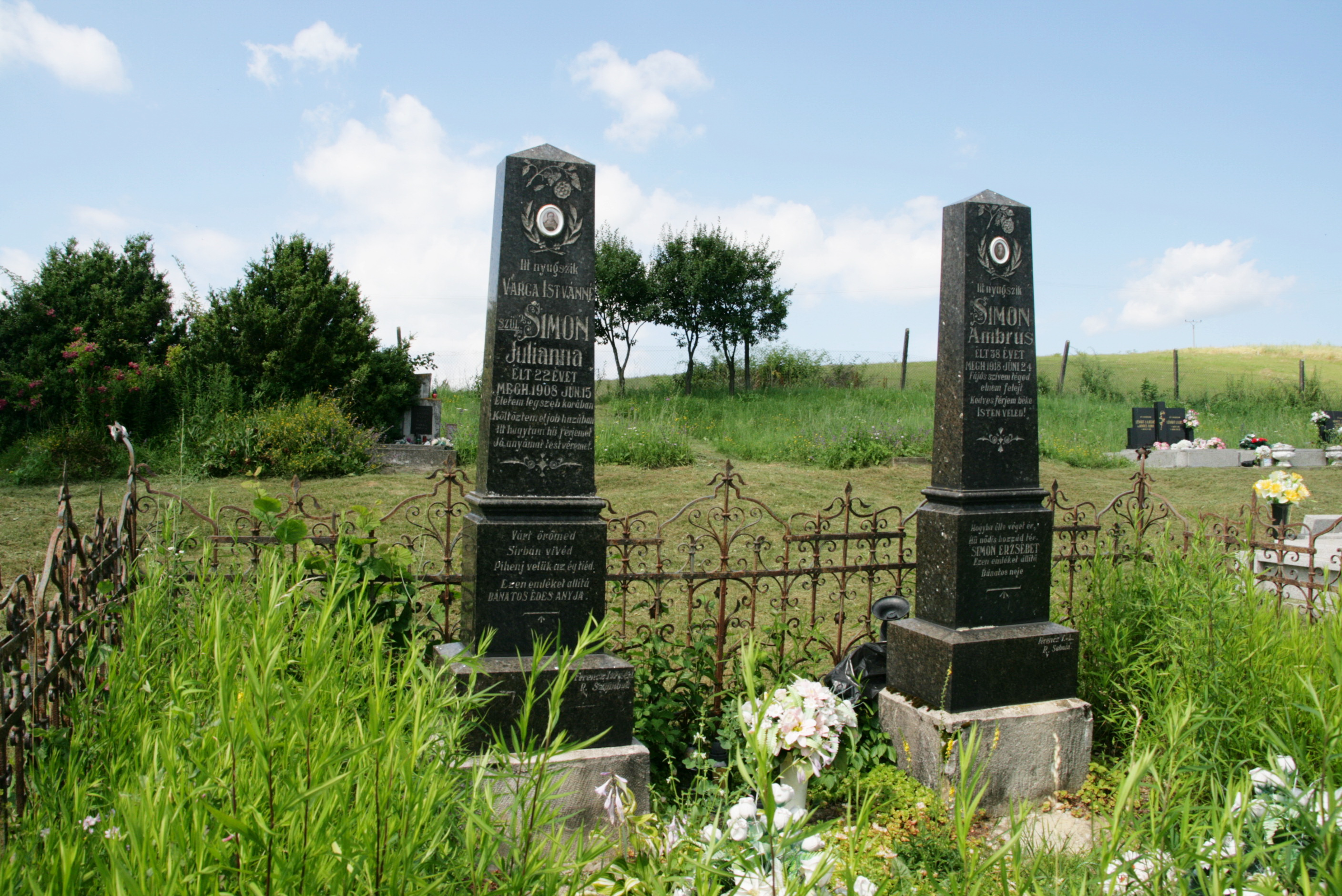
Temető
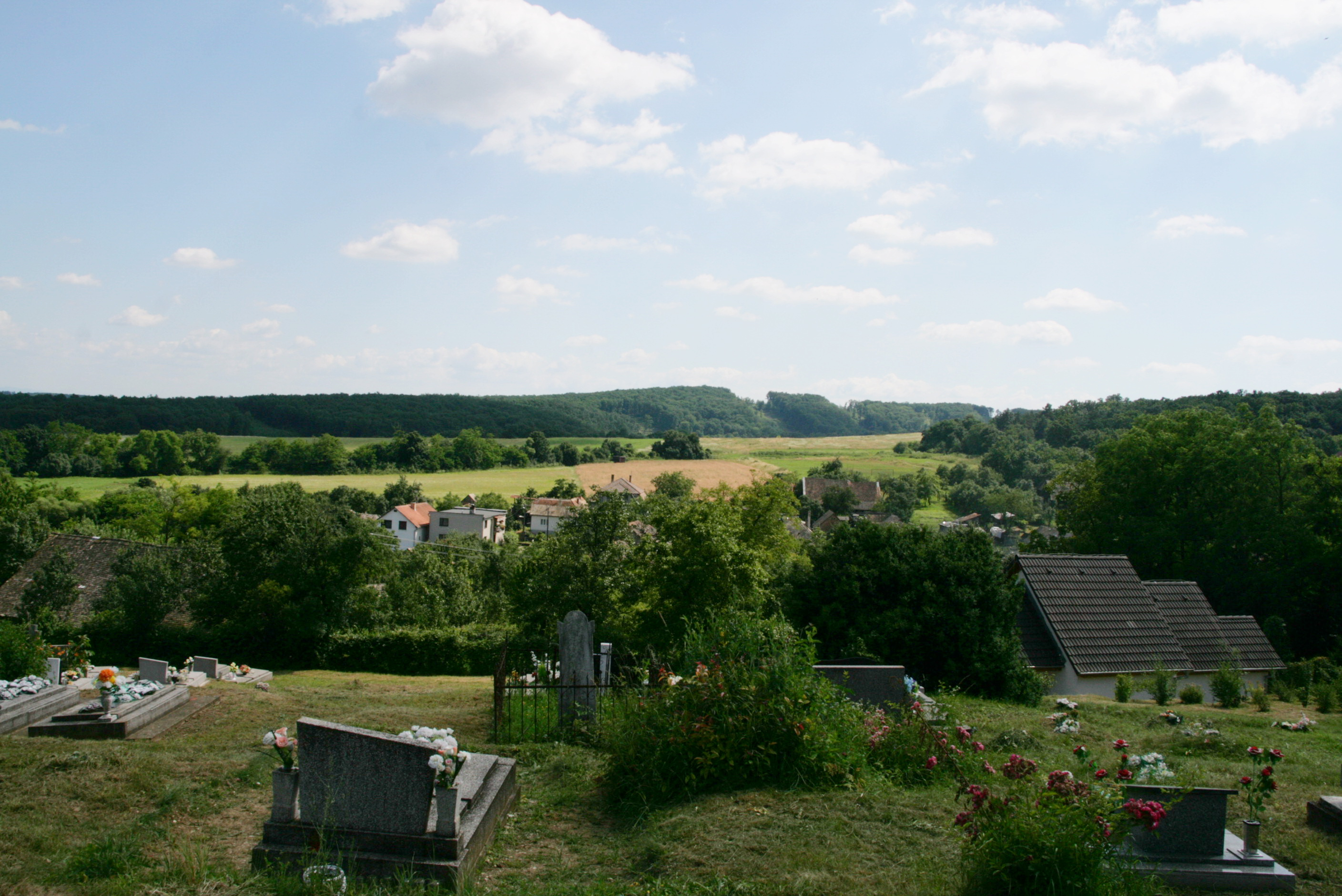
Kilátás a temetőből
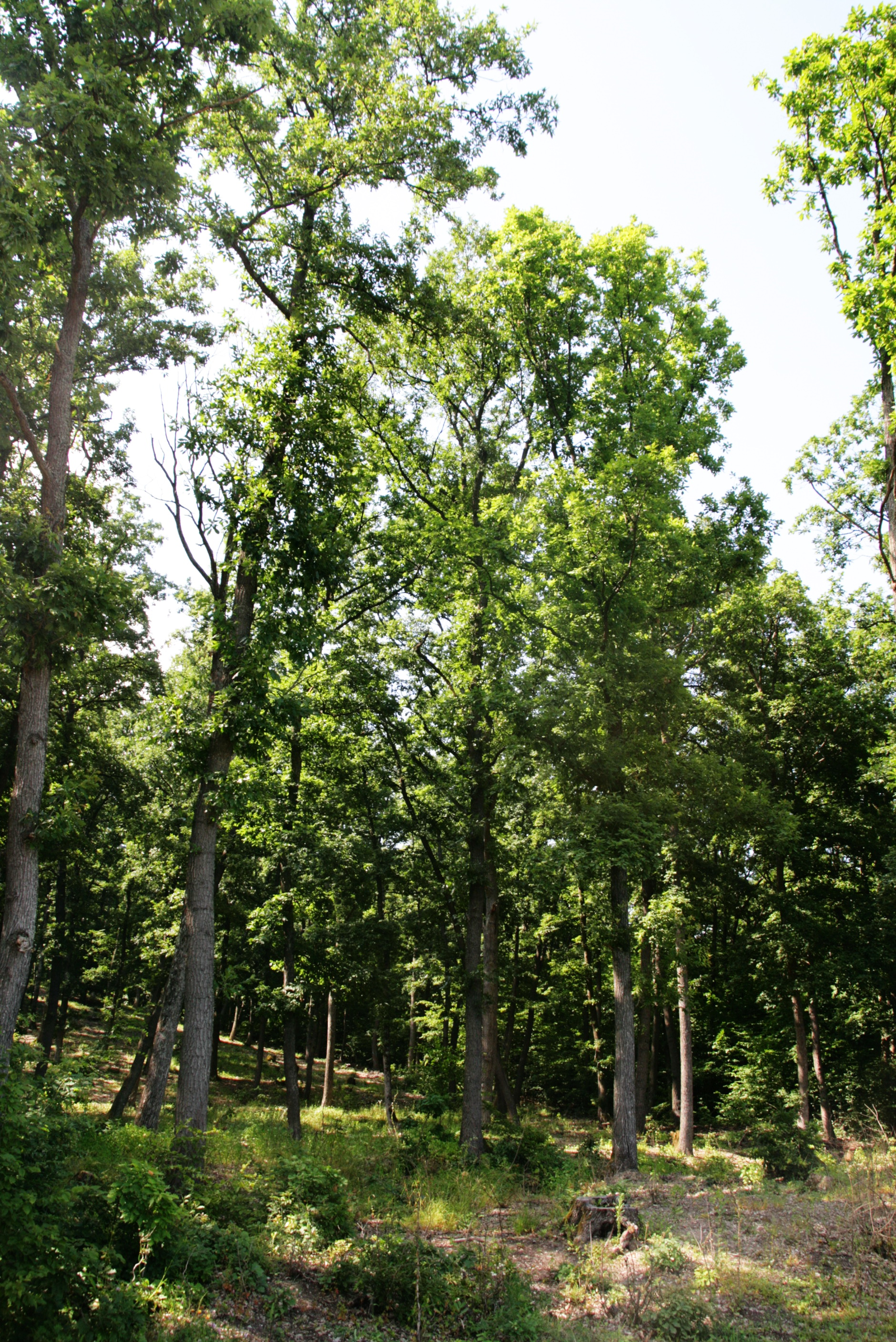
Tölgyerdő a község határában

## Külső hivatkozások
- Községinfó
- E-obce.sk Archiválva 2007. október 27-i dátummal a Wayback Machine-ben